# Anders Rönnlund (konstnär)
Eric Anders Brynolf Rönnlund, född 31 augusti 1951 i Torshälla, är en svensk konstnär bosatt i Uppsala. Han var informatör för Konst där vi bor 1988−90 och projektledare vid Statens konstråd 1994−2000.

## Separatutställningar i urval
- 2006 - Belgien, Bryssel, I'USINE Galerie, videoinstallation, grafik.
- 2005 - England, Birmingham, IPS Bournville, videoinstallation.
- 2004 - Sverige, Kulturhuset Valfisken, Simrishamn.
- 2003 - Sverige, Uppsala, Ekeby Qvarn, videoinstallation, graphics 2003
- 2003 - Sverige, Umeå, Galleri Stefan Andersson, videoinstallation, grafik.
- 2002 - Sverige, Uppsala, Ekocaféet, videoinstallation.
- 2002 - Sverige, Södertälje, Konst på sta'n, videoinstallation.
- 1999 - Sverige, Uppsala, Ekeby Qvarn, videoinstallation.
- 1997 - Sverige, Stockholm, Galleri Enkehuset, installations grafik.
- 1997 - Sverige, Uppsala, Ekeby Qvarn, installation.
- 1996 - Sverige, Malmö, Rostrum, installation, grafik.
- 1996 - Sverige, Göteborg, Fabriken, installation, grafik.
- 1996 - Sverige, Uppsala, Teatergalleriet, installation, grafik.
- 1992 - Polen, Szczecin, Slottet/konsthallen, teckning, skulptur, installation.
- 1991 - Sverige, Uppsala, Upplands Konstmuseum, teckning, skulptur, installation.

## Samlingsutställningar i urval
- 2006 - Buenos Aires, Centro Cultural Borges, NEOLOGISMO ENCARNADO (oratoria visual), videoinstallation.
- 2004 - Moskva, Gallery M'ars, videoinstallation.
- 2003 - Chile, MAC, Museo de Arte Contemporaneo, videoinstallation.
- 2002 - England, Rugby, Contemporary Art, Out of Order, videoinstallation.
- 2002 - Spanien, Museo Barjola,Gijón, Out of Order, videoinstallation.
- 2001 - Sverige, Södertälje konsthall, Out of Order, videoinstallation.
- 2000 - Argentina, Buenos Aires, Museo Nacional de Bellas Artes, International Biennal of Art,  videoinstallation.
- 2000 - Sverige, Umeå, Galleri Stefan Andersson, videoinstallation.
- 1999 - Spanien, Oviedo, Diaspora, videoinstallation.
- 1998 - Polen, Szczecin, Muzeum Narodowe, installation.
- 1998 - Sverige, Uppsala, Slottet, installation.
- 1996 - Danmark, Engelsholm Højskole, installation.
- 1996 - Sverige, Gotland, Hide Inter Art, installation.
- 1996 - Sverige, Uppsala, Ekeby Qvarn, installation.
- 1994 - Polen, Szczecin, Muzeum Narodowe, installation.

## Representerad
- Statens konstråd
- Dalarnas län
- Uppsala län
- Ludvika kommun
- Borlänge kommun
- Uppsala kommun
- Göteborgs kommun
- Skellefteå kommun
- Simrishamns kommun

## Offentlig konst
- 2006 - "Partitur", Norra station, Hässelholm
- 2002 - Skulpturer för ny gata (ej genomfört), Hässleholm
- 1999 - Rondell, 1:a pris (ej genomfört), Hudiksvall
- 1998 - Turingeskolan, Södertälje, Nykvarn
- 1996 - Engelsholm Højskole, Danmark
- 1994 - Samariterhemmets sjukhus, Uppsala
- 1993 - Bergrum Boliden - gruv- och mineralmuseum, Skellefteå
- 1992 - Hemmings förskola, Uppsala